# Roscoe Dash
Jeffery Johnson Jr. (Atlanta, 2 de Abril de 1990), mais conhecido por Roscoe Dash, é um rapper americano de Atlanta, Geórgia.

## Discografia

### Álbuns de estúdio
| Título        | Detalhe do álbum                                                                                                 |
| ------------- | --- |
| Ready Set Go! | - Lançamento: 2 de novembro de 2010 - Gravadora: MMI, MusicLine, Zone 4, Interscope - Formatos: Digital download |

### Extended plays
| Título     | Detalhe do álbum                                                                                                 |
| ---------- | --- |
| J.U.I.C.E. | - Lançamento: 20 de dezembro de 2011 - Gravadora: MusicLine, Geffen, Interscope - Formatos: CD, digital download |

## Singles

### Como artista principal
| Título                                                                                        | Ano  | Posições em paradas músicais | Posições em paradas músicais | Posições em paradas músicais | Álbum            |
| Título                                                                                        | Ano  | US                           | US R&B                       | US Rap                       | Álbum            |
| --------------------------------------------------------------------------------------------- | ---- | ---------------------------- | ---------------------------- | ---------------------------- | ---------------- |
| "All the Way Turnt Up" (featuring Soulja Boy)                                                 | 2010 | 46                           | 18                           | 8                            | Ready Set Go!    |
| "Show Out"                                                                                    | 2010 | —                            | 41                           | 22                           | Ready Set Go!    |
| "My Own Step" (featuring T-Pain and Fabo)                                                     | 2010 | —                            | 89                           | —                            | Non-album single |
| "Good Good Night"                                                                             | 2011 | 91                           | 44                           | —                            | J.U.I.C.E.       |
| "—" indica que a gravação não foi incluída nas paradas ou não foi distribuída naquela região. |      |                              |                              |                              |                  |

### Como artista convidado
| Título                                                                                        | Ano  | Posições em paradas músicais | Posições em paradas músicais | Posições em paradas músicais | Álbum                  |
| Título                                                                                        | Ano  | US                           | US R&B                       | US Rap                       | Álbum                  |
| --------------------------------------------------------------------------------------------- | ---- | ---------------------------- | ---------------------------- | ---------------------------- | ---------------------- |
| "No Hands" (Waka Flocka Flame featuring Roscoe Dash and Wale)                                 | 2010 | 13                           | 2                            | 1                            | Flockaveli             |
| "Oh My" (DJ Drama featuring Fabolous, Roscoe Dash and Wiz Khalifa)                            | 2011 | 95                           | 18                           | 12                           | Third Power            |
| "Let It Fly" (Maino featuring Roscoe Dash)                                                    | 2011 | —                            | 57                           | —                            | The Day After Tomorrow |
| "Marvin & Chardonnay" (Big Sean featuring Kanye West and Roscoe Dash)                         | 2011 | 32                           | 1                            | 4                            | Finally Famous         |
| "So Many Girls" (DJ Drama featuring Tyga, Wale and Roscoe Dash)                               | 2012 | 89                           | 30                           | —                            | Quality Street Music   |
| "—" indica que a gravação não foi incluída nas paradas ou não foi distribuída naquela região. |      |                              |                              |                              |                        |